# 魚でF
魚でF（さかなでエフ）は、かつてホリプロコムで活動していた日本のお笑いコンビ。2002年結成。2007年4月解散。

## メンバー
- ズドン（本名：須藤 祐（すどう ゆう）、1980年1月5日 - ）

ボケ担当。
千葉県千葉市出身（後に千葉県船橋市で育つ）。
身長158cm、体重55kg。
血液型A型。
趣味：散歩、特技：サッカー
かつて本名の須藤祐名義で、「チョーダイ」というコンビでも活動していた。
解散後はピン芸人として活動していたが、芸能人女子フットサルチーム『XANADU loves NHC』でコーチを務めるようになってからは、そちらに重点を置くようになる。また、芸能人女子フットサルの大会『メルシートゥフェスタ』では、開会式・閉会式などの司会進行も務めていた。
2010年4月にホリプロコムを退社して以降は、XANADU loves NHCのコーチとして、指導に引き続き携わっている。
- 及川 裕也（おいかわ ゆうや、1976年3月16日 - ）

ツッコミ担当。
宮城県仙台市出身。
身長167cm、体重50kg。
血液型A型。
趣味：作詞作曲、特技：すぐオナラを出せる
かつて「ポプラ並木」というコンビでも活動していた。
ポプラ並木解散後、『電波少年』（日本テレビ）出演者のその後をインタビューした雑誌特集において、元相方である青木史幸は及川の事を「嘘つき野郎」、また及川も「青木とはもうやっていけない」と発言するなど、解散時には相当険悪な仲になっていたことが窺える。
事務所の先輩である日村勇紀（バナナマン）と長年同居していた。
解散後は事務所を離れ、フリーとなる。本人は何をやるかは決めていないと発言していたが、バナナマンのラジオ番組『バナナマンのバナナムーン』（TBSラジオ）の見習い作家として参加している。
『GROOVE LINE』（J-WAVE）の構成作家もしており、ピストン西沢に「番組の苦情は構成作家まで。及川はバナナマンの運転手もしておりますので、全てバナナマンのほうにお寄せください」といわれた。

## 略歴
2002年のホリプロお笑い夏まつりでデビュー。ライブを中心に活動し、単独ライブも行っていた。2003年1月、旧M2カンパニーを前身とする子会社・ホリプロコムの発足により同社に移籍。
2007年4月8日、自身のブログで解散を発表。

## 主な出演番組
- 爆笑オンエアバトル（NHK総合）戦績0勝4敗 最高189KB
  - ズドンは「チョーダイ」時代にも参戦しており、その際は1度だけオンエアを経験している（戦績1勝3敗 最高461KB）。なお、及川も「ポプラ並木」時代に参戦しているが、そこでもオンエアを果たす事は出来なかった（戦績0勝2敗 最高201KB）。
- U-CDTV（TBSテレビ）
- 電波少年に毛が生えた 最後の聖戦〜電波少年的日本ポッチャリ党〜（2002年、日本テレビ）
- イエヤス（2004年、CBC）
- 東京金歯（2005年、BSフジ）